# Dunthorpe
Dunthorpe az Amerikai Egyesült Államok északnyugati részén, Oregon állam Multnomah megyéjében elhelyezkedő statisztikai település, Portland elővárosa. A 2020. évi népszámlálási adatok alapján 1704 lakosa van.

## Története
A területet 1916 januárjában a Ladd Estate Company vásárolta meg a felszámolás alatt álló Oregon Iron & Steel Companytől egy dollárért. A hasznosítást szigorú feltételek mellett engedélyezték: csak lakóházak és ólak épülhettek (de sertést és kecskét nem tarthattak), a telekár minimum háromezer dollár volt, afrikai és mongol származásúak csak szolgaként élhettek itt, valamint tilos volt alkoholt értékesíteni.

## Látnivalók
A Willamette folyó nyugati partján fekvő sziklán található az 53 ezer négyzetméter területű Elk Rock Gardens birtok. A terület a 2,4 hektáros angolkertje mellett liliomfaféléiről ismert.

## Oktatás
A település a Riverdale-i Tankerület hatókörzetében fekszik.
Az 1900-as évek elején Oregon állam kötelezővé tette, hogy minden tankerületnek legyen általános és középiskolája is, a kisebb körzeteket pedig összevonták. A középiskola számára vásárolt épület felújítása alatt a diákok a szomszédos Marylhursti Egyetemen bérelt termekben tanultak.
2002 szeptemberében a középiskola a korábban oktatási célokra kialakított, de soha nem használt épületbe költözött. A 2008 novemberi népszavazáson elfogadták az általános iskola bővítéséről szóló 21,5 millió dolláros javaslatot; 2009 júliusában a régi épületet elbontották, 2010-ben pedig az eredetivel megegyező stílusban újjáépítették.

## Nevezetes személyek
- Bob Packwood, szenátor
- Brandin Cooks, amerikaifutball-játékos
- Channing Frye, kosárlabdázó
- Clyde Drexler, kosárlabdázó
- Danny Glover, színész
- LaMarcus Aldridge, kosárlabdázó
- Linus Torvalds, a Linux fejlesztője
- Maurice E. Crumpacker, politikus
- Terry Porter, kosárlabdaedző
- William McCormick, az USA új-zélandi nagykövete

## Fordítás
- Ez a szócikk részben vagy egészben  a   Dunthorpe, Oregon című angol Wikipédia-szócikk ezen változatának fordításán alapul.  Az eredeti cikk szerkesztőit annak laptörténete sorolja fel. Ez a jelzés csupán a megfogalmazás eredetét és a szerzői jogokat jelzi, nem szolgál a cikkben szereplő információk forrásmegjelöléseként.